# Alexandra Chaves
Alexandra Chaves (* 9. Mai 2001 in Kitchener, Ontario) ist eine kanadische Schauspielerin und Tänzerin.

## Leben
Sie wuchs mit einer jüngeren Schwester im kanadischen Kitchener auf. Sie besuchte die St. Benedict Catholic Secondary School und anschließend die Virtual High School. Sie tanzt seit ihrer Kindheit. 2011 wurde sie zur Mini Miss Dance Canada. Sie war Mitglied der Toronto Raptors Junior Hip Hop Crew und der National Ballet School of Canada’s. Während ihres zwölften Lebensjahres wurde bei ihr Herzrhythmusstörungen festgestellt, weswegen sie neun Monate mit dem Tanzen pausieren musste.
Seit 2016 verkörpert sie die Rolle der Piper in der kanadischen Fernsehserie The Next Step. 2018 hatte sie eine Episodenrolle in der kanadischen Fernsehserie Anne with an E, 2019 folgte eine Episodenrolle in der US-amerikanischen Fernsehserie Good Witch. Im selben Jahr war sie im Fernsehfilm Trapped: The Alex Cooper Story zu sehen.

## Filmografie
- seit 2016: The Next Step (Fernsehserie)
- 2018: Anne with an E (Fernsehserie, Episode 2x06)
- 2019: Good Witch (Fernsehserie, Episode 5x03)
- 2019: Trapped: The Alex Cooper Story (Fernsehfilm)